# 関西独立リーグ (初代)
関西独立リーグ（かんさい どくりつ リーグ）は、かつて日本の近畿地方（関西）を活動地域としていたプロ野球独立リーグ。2009年発足。2010年よりKANDOK（カンドク）という愛称が付けられていた。
2013年シーズンをもって活動を停止した。リーグ発足当時は株式会社による運営であったが、初年度での運営会社の変更を経て、2011年以降は特定非営利活動法人（NPO）「和歌山野球振興協会・夢クラブ」が運営母体であった。
活動停止時に、一部球団が脱退する形で創設したのが、関西独立リーグ (2代目)（命名権による愛称は「さわかみ関西独立リーグ」、旧・BASEBALL FIRST LEAGUE）である。2022年時点ではこちらのリーグも略称として「KANDOK」を使用している。

## 概要
四国アイランドリーグplus、ベースボール・チャレンジ・リーグ（ルートインBCリーグ）に続く日本で3番目のプロ野球独立リーグであった。
2009年に大阪市・神戸市・明石市・和歌山市に本拠を置く4球団で発足した。先行する2つのリーグとは異なり、ほぼすべてのチームが既にNPB球団が比較的近くに存在する大都市圏に属した。

## 沿革

### 発足までの経緯
2008年3月、元プロ野球選手で四国アイランドリーグ創設者の石毛宏典らが以下の構想を発表した。
1. 2009年に大阪府・神戸市・兵庫県播磨地区・和歌山市に本拠を置く4球団で発足
2. 監督やコーチにはNPB経験者を起用、和歌山（紀州レンジャーズ）を除く3球団は2008年秋にトライアウトを実施
3. 2010年には大阪府に2球団、京都府（本拠地は西京極球場を提案）・奈良県（本拠地は奈良市鴻ノ池球場を提案）も加えた8球団で運営[2]

設立時の最高顧問には石毛が就任し、リーグの運営母体は大阪市淀川区に本社を置く株式会社ステラ（代表取締役：中村明）であった。
2008年6月に運営事務局が行った記者会見では、滋賀県（本拠地は皇子山球場を提案）にも元プロ野球選手の田中聡を代表とする設立準備室が設置され、初年度からの参入を目標に準備が進められることや、京都府でもリーグ参入の動きが出ていることも明らかにされた。9月末までに体制が整えば初年度より6チームで運営される予定と報じられたが、最終的には初年度は4チームでの運営となった。神戸チームを運営する「神戸ベースボール倶楽部」のオーナーには、地元でミネラルウォーターの製造販売業を営む広田和代が就任した。日本のプロ野球チームでは初の女性オーナーであった。
2008年11月に紀州レンジャーズも含めた形でトライアウトを行い、その結果を基に11月16日にドラフト会議で各球団が希望選手を指名した。女性も受験可能で、神戸9クルーズが当時川崎北高2年の吉田えりを指名した。

### 2008年
- 3月6日 - 大阪市内で記者会見が行われ、計画が発表される。
- 6月5日 - 滋賀・京都で参入の動きのあることが明らかにされる。
- 7月30日 - 参加4球団（大阪・神戸・播磨・和歌山）の名称を発表[5]。
- 9月24日 - 播磨球団が本拠地を明石市に決定し、チーム名を「明石レッドソルジャーズ」に変更。
- 11月16日 - 2008年度ドラフト会議を開催。
- 12月10日 - 記者会見で2010年度より参入する「三重球団」の発足が発表される。

### 2009年
- 1月1日 - 三重球団のチーム名が「三重スリーアローズ」に決定。
- 3月27日 - 1年目のシーズンが開幕。開幕戦（京セラドーム大阪）では1万1592人の観客を集め[6]、四国・九州IL、BCリーグを通じた国内の独立3リーグの公式戦で当時史上最多となる観客動員数を記録した[注釈 1]。なお、先行した各リーグの初年度開幕戦での最多動員は、四国・九州ILが7067人[8]、BCリーグが6832人[9]である。
- 5月17日 - 新型インフルエンザ感染者の増加を受けて、試合開催を中止（5月24日まで。5月28日より再開）。
- 5月20日 - ステラがリーグ運営からの撤退を発表。4球団により運営を継続することが確認される。
- 6月17日 - 新たなリーグの運営会社である「株式会社関西独立リーグ」が資本金200万円で登記申請される（事務所は大阪球団と同じ大阪市住吉区）。代表取締役は紀州代表の木村竹志で、三重を含めた他の4球団代表が取締役となる。また、リーグの愛称とロゴを公募することを発表。
- 7月13日 - 大阪ゴールドビリケーンズが2009年前期優勝。
- 8月3日 - 大阪エキスポセブンティーズが新規加盟見送りを正式発表。
- 8月10日 - リーグ運営会社の代表取締役が紀州代表の木村竹志から、三重社長の壁矢慶一郎に交代。運営会社の名称を「関西・東海リーグ」に変更し、本社を三重球団事務所（三重県津市）に移転することを発表[10][11]。スポンサーが撤退した大阪については、リーグが預かって選手給与などを負担するとされた[11][注釈 2]。
- 9月27日 - 大阪ゴールドビリケーンズが後期優勝。前後期連覇のため、初代年間優勝チームとなった。
- 9月30日 - 神戸の吉田えりが退団を表明。
- 10月1日 - 初年度の公式戦全日程を終了。
- 10月2日 - 来季参入予定であった三重スリーアローズが脱退。三重社長の壁矢慶一郎もリーグ代表取締役を辞任。
- 10月4日 - 神戸・明石チームと大阪・紀州チームでオールスター戦を実施（神戸・明石チームが11-3で勝利）。
- 10月5日 - 運営会社の代表代行に紀州の木村代表が就任（リーグ代表は空席）。来季も2008年と同じ4チームでの運営を決定。
- 10月16日 - 大阪ゴールドビリケーンズがリーグを脱退し、2010年開幕予定のジャパン・フューチャーベースボールリーグ（JFBL）への参加を検討と報道される[13][14]。
- 10月18日 - リーグ各球団の代表者会議が開かれ、大阪のリーグ脱退が正式に決定[15]。翌日に発表[16]。
- 10月26日 - 木村代表代行は大阪の脱退を受け、来季3球団での運営を模索した上で、関西圏で参入する団体を募る意向を示す。
- 11月1日 - ファン感謝デー開催。席上、木村代表代行は関西の2団体（団体名は非公表）と新規参入に向けての交渉中で、11月中には結論を出すと述べた[17]。
- 11月13日 - オール韓国人選手（韓国人・在日韓国人）で構成される新球団「コリア・タートルシップス」が大阪府を本拠地として2010年度から参入すると発表。また、米国人で構成する球団も2010年度からの参戦を検討していると発表[18][19]。
- 12月17日 - リーグの代表者会議で、「コリア・タートルシップス」が名称を「コリア・ヘチ」に変更[20]。

### 2010年
- 3月3日 - 公募していたリーグの愛称を「KANDOK」に決定。また、今シーズンは前期は3月28日に4球団で開幕し各チーム36試合ずつを行うことや、夏に韓国遠征を企画していることを発表[21]。空席だったリーグ代表に、関西社会人野球OBが集う「球親会」理事長の鳥居厚生が就任。
- 3月28日 - 2010年シーズンが開幕。
- 4月1日 - 他の独立リーグ3団体と共同で、独立リーグ連絡協議会（JIBLA）を設立[注釈 3]。
- 6月17日 - 神戸・明石・紀州の3球団が資金難のために選手の給与を6月分から全額カットすると発表。
- 6月19日 - 選手給与を全額カットする神戸・明石・紀州の代表者らが、兵庫県明石市内で話し合いを行い、今後もリーグを存続させていく方針を確認。
- 6月25日 - 神戸が初となる前期優勝。
- 7月2日 - 運営母体を株式会社から特定非営利活動法人（NPO）に、各球団を株式会社からNPO法人の支部に、それぞれ変更する方針と報じられる[23]。
- 7月6日 - 各球団の代表者会議で運営母体のNPO化が正式に決定。ただし、各球団は株式会社組織を維持するためプロ野球として継続し、非プロ野球化となることは回避[24]。
- 7月11日 - コリア・ヘチの名称を韓国ヘチに変更。
- 9月19日 - 紀州が初となる後期優勝。これにより、年間優勝を決めるチャンピオンシップが神戸対紀州で初めて実施されることになった。なお、この日で後期の順位が確定したため、大会規定により9月24日以後に開催される予定の未消化7試合は中止（延期・再試合なし）[注釈 4]となった。
- 9月25日 - チャンピオンシップで神戸が連勝し、初の年間優勝。
- 10月26日 - 2011年シーズンの概要を発表。
  - 神戸が活動を休止するため、所属選手は三田市を拠点に設立する新球団「兵庫ブルーサンダーズ」に移籍させる。
  - 兵庫ブルーサンダーズと、門田博光が総監督を務める「大阪ホークスドリーム」が新加入する。
  - 既存3球団（明石・紀州・韓国）と、新規参入2球団（兵庫、大阪）の決定済5球団と、公募中の1球団を合わせ、6球団での開催を目指す。
  - リーグ代表の鳥居厚生が退任し、紀州代表の木村竹志がリーグ代表に就任する。
  - 前後期リーグ戦とは別に、NPBファームやクラブチームを招致して、4月と7月にカップトーナメント戦を計画。
  - 試合運営費用一切はリーグが全て負担し、代わりにチームは参加費を支払う。また、選手への報酬は、インセンティブ報酬のみが支払われる。
- 10月28日 - NPBのドラフト会議で深江真登が指名を受け、引き続きおこなわれた2次（育成選手）ドラフトで福泉敬大が指名される。

### 2011年
- 1月9日 - 代表者会議にて、今季からの大阪・兵庫の参加を正式承認。また、韓国ヘチが「ソウル・ヘチ」にチーム名を変更することも合わせて承認された（拠点も大阪から和歌山に移転[25]）。これにより2011年は5球団で5月に前期が開幕することとなった[26]。
- 1月11日 - 明石の大村節二球団代表が死去。このため明石の存否も含めた今季リーグ戦について見直しを迫られる事態となる[27]。
- 1月27日 - 活動を休止した神戸9クルーズの権利を継承する新球団として、兵庫県を本拠地とするチームの参入を発表。マック鈴木が選手兼任監督に就任し、フォレストホームがメインスポンサー。同時に明石が2011年シーズン前期の活動を休止することも発表。
- 2月9日 - 新球団のチーム名「神戸サンズ」を発表。
- 4月17日 - 第1回スプリングカップでソウル・ヘチが優勝。
- 6月28日 - 大阪ゴールドビリケーンズの村上隆行前監督が率いる、スポーツクリエイション（NPO法人、2012年12月に大阪府の認証を取得[注釈 5]を運営母体とした新球団の準加盟申請を承認[29][30]。
- 6月29日 - 神戸サンズが前期優勝[31]。
- 7月17日 - 第1回サマーカップで神戸サンズが優勝。
- 8月6日 - 村上隆行が率いる新球団の名称が「06BULLS（ゼロロクブルズ）」と正式決定。
- 9月30日 - 兵庫ブルーサンダーズが後期優勝。
- 10月12日 - 兵庫ブルーサンダーズが神戸との年間チャンピオンシップを3勝2敗で制し、初の年間優勝[32]。
- 10月20日 - 06BULLSが来季からの参入を正式発表[33]。
- 10月23日 - リーグの代表者会議で、奈良県および大阪市を本拠地とする「阪奈侍レッズ」の加入を承認[34]。

### 2012年
- 2月27日 - 新規参入の「阪奈侍レッズ」が「大和侍レッズ」と改称し、正式に発足[35]。
- 5月3日 - 兵庫の吉田えりが紀州戦5回1失点でリーグ初の女性勝利投手となる[36]。
- 7月5日 - 兵庫が前期優勝[37]。
- 9月11日 - カップ戦のみの参加となっていた大阪ホークスドリームが脱退を決定[38]。
- 10月20日 - 兵庫が後期優勝し、前後期制覇[39]。
- 11月3日 - チャンピオンシップで年間勝率2位の06BULLSが前後期優勝の兵庫に3戦全勝し年間優勝[40]。

### 2013年
- 1月17日 - 大和が2013年シーズンのリーグ不参加を発表。
- 1月20日 - 神戸が活動停止。
- 3月23日 - 06BULLS・兵庫・紀州の3球団参加で開幕。
- 7月2日 - 兵庫が前期優勝。
- 10月22日 - 06BULLSが後期優勝。
- 11月7日 - チャンピオンシップで06BULLSが兵庫を3勝1敗で下し、2年連続の年間優勝[41]。
- 12月12日 - 紀州がリーグ脱退を表明。06BULLS・兵庫もリーグ脱退届を提出済みで、全3球団が離脱する方針[42]。兵庫と06BULLSは12月19日に、新たにBASEBALL FIRST LEAGUE（ベースボール・ファースト・リーグ、現・さわかみ関西独立リーグ）を発足させることを発表した[43]。

## 経営
2008年春の設立発表時の構想では1試合の平均入場者は2000人を想定していた。この当時、既存の独立リーグの平均入場者数は四国・九州アイランドリーグが約1100人、BCリーグは約1800人で、人口の多い大都市圏に位置するメリットを生かすというものであった。また近畿地方には全国規模の企業が多数存在することから、それらの中から安定したスポンサーを確保することが予定されていた。選手への給与は月20万円を保障するとされ、この点でも既存のリーグよりもよい条件が示された。
初年度（2009年）は各球団に対してリーグから2009年3月末に3000万円の分配金が支払われる前提となっていたが、5月中旬に至っても支払がなされなかった。各球団はこの分配金を収支計画に組み込んでおり、選手に対する給料の遅配の恐れも生じたため、一部のチームの代表者からは独自に協賛企業を探す意向も示された。5月20日に各球団の代表とリーグを運営するステラの中村社長が会談し、ステラはこの問題が原因でリーグ運営から撤退した。ステラと各球団の契約は破棄され、分配金が支払われないことを確認。各球団が自主的に運営する形でリーグは存続することとなった。
三重を含めた5球団の代表は5月23日から3度の協議をおこない、新たな運営母体となる会社を設立することを確認し、6月17日に「株式会社関西独立リーグ」が登記申請された。また、ステラの最高顧問であった石毛宏典とは新たな契約を結ばない意向を示し、石毛は最高顧問を辞任した。
存続の危機に直面したリーグでは、無料招待試合の開催や「1000円サポーター」の募集、ファンへの募金活動といった緊急対策も取られた。
2009年8月10日、リーグ運営会社の代表取締役が紀州の木村竹志代表から、来季参入を予定していた三重の壁矢慶一郎球団社長に交代。運営会社の登記名も「株式会社関西・東海リーグ」に変更。大阪ゴールドビリケーンズのオーナーが球団経営から撤退したため、当面はリーグから大阪に支援金を出すことに決定。
2009年10月2日、選手の待遇をめぐる方針の違いから、壁矢慶一郎リーグ代表が2か月足らずで代表を辞任し、翌年参入予定であった球団の三重スリーアローズがリーグを脱退することとなった。これに伴い、10月5日に紀州の木村代表が代表代行に就任することが発表された。来季も今季と同じ4チームで運営することを決定し、外部から代表を迎える方針と報じられていた。しかし、10月18日に大阪の脱退が決まった。
選手への給与は経営問題の浮上によりカットや変更が繰り返され、神戸のように10月の全額をカットするところも現れた。2010年のシーズンに向けては、「固定給月8万円+出来高払い」という案が示されたが、三重はこれに同意せず、脱退につながった。この給与水準は2008年度の四国・九州ILやBCリーグよりも低いものであった。
初年度の公式戦144試合の入場者数は9万0191人（1試合平均626人）であった。1試合平均の入場者数では先行する2つのリーグの初年度（アイランドリーグは1068人、BCリーグは1790人）を下回り、発足当時の目標の3割程度であった。球団別の1試合平均では最も多い神戸が798人、次いで大阪・明石の順で、最も少ない紀州は428人であった。
2年目の2010年観客動員は、1試合を除き1000人以上に達した試合はなく、特に新加入した韓国ヘチ（旧コリア・ヘチ）は観客動員が二桁を記録することも多かった。その中でも6月22日のコリア - 紀州戦ダブルヘッダー第1試合（大東龍間グリーンフィールド）では、16人と最低記録を更新した。
2010年5月6日、コリア・ヘチは運営会社が資金不足を理由に撤退を決定、スタッフ・選手は運営会社を離れてそれ以降はリーグが管理する形で試合を続けた。このコリア球団運営費用を他の3球団が肩代わりしたことで、各球団の資金難に拍車が掛かった。
2010年6月17日、神戸・明石・紀州の3球団が資金難のために選手の給与を6月分から全額カットすると発表した（ただし、出来高給分は支払い続けるとし、三田市内で寮生活を送っていた神戸の寮費2万5000円は球団で負担とした）。3球団は選手にアルバイトを奨励し、リーグは後期も継続する方針を確認した。
しかし、上記3球団より観客動員が著しく少ない韓国は、大多数を占める韓国出身選手が興業ビザで入国していたため、アルバイトが不可能なことから給与を引き続き支払うとした。この時点でのリーグ観客動員は、1試合平均200人にも届いておらず、スポンサー収入も神戸が昨年比7割減の600万円、紀州も1000万円に届かなかったという。このため、プロから社会人のクラブチームなどへの移行を模索する動きも伝えられた。
2010年7月2日、運営母体を株式会社からNPO法人への変更を目指す方針であると報道される。この時点の報道では、神戸・明石・紀州・コリアの4球団は、新しく設立されるNPO法人の支部となり、実施されると所属選手は全員が無給を前提として活動するとされた。練習場や寮などは維持し、収益が出た場合、選手に謝礼を出すことも検討しているとされたが、リーグは事実上プロ野球ではなくなることとなった。
7月6日の代表者会議で運営母体をNPOに変更する方針が正式に決定した。NPOは2011年開幕までに法人化予定とされ、それまでの後期リーグ運営は紀州の木村竹志代表が持っているNPO法人に業務委託して運営された。各球団は株式会社を維持するため、木村代表は「プロ野球という位置づけは変わらない」としているが、一般論としては、社会人のアマチュア・クラブチームと同一の環境と認識されていた。
2010年12月、2011年度のシーズンについては試合の大半を無料として経費の節減と集客をめざす方針であると報じられた。また、明石は監督代行以外の全選手・コーチとの契約を解除し、「存続が危ぶまれる事態」となり、2011年シーズン以降はリーグ戦に参加せず休止となった。その後も新規チームの加入と休止が続き、2012年はソウル、2013年には神戸と大和が休止となった。また、2012年はカップ戦のみの参加となっていた大阪ホークスドリームはリーグから脱退し、社会人野球のクラブチームとなった。このため、活動停止時点で発足当時から続けて参加していたのは紀州1チームのみであった。
2010年時点では各球団は株式会社を維持するとされたが、その後の球団の入れ替わりや紀州のNPO移行に伴い、活動停止時点では全球団がNPO法人であった。

## 活動停止の経緯
2013年10月に、兵庫は独自に芦屋学園高等学校と提携し、2014年に発足予定の同校野球部が日本高等学校野球連盟（高野連）に加盟せず、兵庫の3軍として直接プロを目指す体制にすることを発表した。兵庫はすでに芦屋大学野球部を兵庫の2軍として活動させていた。しかし、この構想に対してリーグの木村代表（紀州監督）は、社会人野球の統括組織である日本野球連盟から規制を受けてリーグが孤立することを危惧し、賛同しなかったことからリーグが分裂状態となり、全球団の脱退に至った。兵庫と06BULLSは12月19日に新たにBASEBALL FIRST LEAGUE（ベースボール・ファースト・リーグ）を設立の上、2014年からリーグ戦をおこなうと発表し、2014年4月25日に開幕した。BASEBALL FIRST LEAGUE設立の記者会見で、兵庫代表の高下沢は、「リーグ決算書などの未提出などに関わる金銭的な不明瞭な部分、リーグの一般社団法人化に伴う不信感など多くの約束事に対する不誠実な対応」も脱退の理由として挙げている。紀州は日本野球連盟所属のクラブチームをめざすと報じられていたが、2014年3月に当年度の活動を休止することを発表した。紀州の運営母体はスポーツクラブとして継続したのち、2017年3月末で活動を停止した。
本リーグの解散・消滅から5年が経過した2018年12月4日、BASEBALL FIRST LEAGUEはリーグ名を「関西独立リーグ」に変更すると発表、母体は異なるが名称が復活することとなった。
なお、国税庁の法人番号公表サイトによると「株式会社関西独立リーグ」が2024年11月現在も和歌山県有田市を本店として現存する（リーグ解散時の運営NPO法人とは同一の住所）。

## リーグ構成球団（活動停止時）
| チーム名             | 参加年度    | 本拠地           | ホームスタジアム         |
| -------------------- | ----------- | ---------------- | ------------------------ |
| 紀州レンジャーズ     | 2009 - 2013 | 和歌山県和歌山市 | 県営紀三井寺野球場       |
| 兵庫ブルーサンダーズ | 2011 - 2013 | 兵庫県三田市     | キッピースタジアム       |
| 06BULLS              | 2012 - 2013 | 大阪府東大阪市   | 花園セントラルスタジアム |

### 活動休止となった球団
| チーム名               | 参加年度    | 本拠地               | ホームスタジアム       |
| ---------------------- | ----------- | -------------------- | ---------------------- |
| 明石レッドソルジャーズ | 2009 - 2010 | 兵庫県明石市         | 明石公園第一野球場     |
| ソウル・ヘチ           | 2010 - 2011 | 和歌山県和歌山市     |                        |
| 神戸サンズ             | 2011 - 2012 | 兵庫県神戸市・淡路島 | 洲本市民球場           |
| 大和侍レッズ           | 2012        | 奈良県               | 奈良県立橿原公苑野球場 |

### 脱退した球団
| チーム名                 | 参加年度    | 本拠地       | ホームスタジアム       |
| ------------------------ | ----------- | ------------ | ---------------------- |
| 大阪ゴールドビリケーンズ | 2009        | 大阪府大阪市 | 住之江公園野球場       |
| 神戸9クルーズ            | 2009 - 2010 | 兵庫県神戸市 | スカイマークスタジアム |
| 大阪ホークスドリーム     | 2011        | 大阪府       | 住之江公園野球場       |

## 成績

### リーグ戦年度別順位
| 年度 | 期   | 1位    | 2位    | 3位    | 4位    | 5位    |
| ---- | ---- | ------ | ------ | ------ | ------ | ------ |
| 2009 | 前期 | 大阪GV | 神戸9C | 紀州   | 明石   |        |
| 2009 | 後期 | 大阪GV | 明石   | 神戸9C | 紀州   |        |
| 2010 | 前期 | 神戸9C | 紀州   | 明石   | コリア |        |
| 2010 | 後期 | 紀州   | 明石   | 神戸9C | 韓国   |        |
| 2011 | 前期 | 神戸S  | 紀州   | 兵庫   | ソウル | 大阪HD |
| 2011 | 後期 | 兵庫   | 紀州   | ソウル | 神戸S  | 大阪HD |
| 2012 | 前期 | 兵庫   | 06     | 大和   | 紀州   | 神戸S  |
| 2012 | 後期 | 兵庫   | 06     | 大和   | 紀州   | 神戸S  |
| 2013 | 前期 | 兵庫   | 06     | 紀州   |        |        |
| 2013 | 後期 | 06     | 兵庫   | 紀州   |        |        |

- 太字は年間優勝チーム。

### 年間グランドチャンピオンシップ
| 年度 | 優勝チーム | 対戦成績                       | 相手チーム                     |
| ---- | ---------- | ------------------------------ | ------------------------------ |
| 2009 | 大阪GV     | （前後期完全優勝のため行わず） | （前後期完全優勝のため行わず） |
| 2010 | 神戸9C     | 2勝0敗（3戦2勝制）             | 紀州                           |
| 2011 | 兵庫       | 3勝2敗（5戦3勝制）             | 神戸S                          |
| 2012 | 06         | 3勝0敗（5戦3勝制）             | 兵庫                           |
| 2013 | 06         | 3勝1敗（5戦3勝制）             | 兵庫                           |

### スプリングカップ
関西独立リーグ加盟チームによる1試合総当りリーグ戦。
| 年度 | 優勝         | 準優勝               |
| ---- | ------------ | -------------------- |
| 2011 | ソウル・ヘチ | 大阪ホークスドリーム |

### サマーカップ
関西独立リーグ加盟チームに企業チームを加えたトーナメント戦。
| 年度 | 優勝             | 準優勝               |
| ---- | ---------------- | -------------------- |
| 2011 | 神戸サンズ       | 紀州レンジャーズ     |
| 2012 | 紀州レンジャーズ | 兵庫ブルーサンダーズ |

## 開催地
2011年度
ホームスタジアムを中心に巡業する形で開催。ホームゲーム数はチームにより偏りがあった。なお、1つの球場で2試合を開催する形式（バレーボールのプレミアリーグに似た形式）を採用。ホームチームは2試合目に登場した。
紀州レンジャーズ
- 県営紀三井寺野球場
- 貴志川スポーツ公園野球場
- 上富田スポーツセンター野球場
- 新宮・くろしおスタジアム

兵庫ブルーサンダーズ
- キッピースタジアム

大阪ホークスドリーム
- 住之江公園野球場

神戸サンズ
- 洲本市民球場
- 淡路佐野球場
- 明石公園第一野球場

2009年度
1チーム年間72試合中ホームゲーム数は原則として36試合（前後期とも18試合ずつ）であるが、後期は大会規定による順位確定後の未消化試合の打ち切りがあるため、その分差し引かれる。
- 球団と本拠地球場の省略名は、通称・公式略称・雅称。

| 球団名                   | 本拠地開催             | 本拠地開催 | 地方開催            | 地方開催 | 地方開催 | 地方開催                               | 地方開催      |
| 球団名                   | 専用球場               | 試合数     | 地方開催 合計試合数 | 開催地域 | 開催都市 | 開催球場                               | 球場別 試合数 |
| ------------------------ | ---------------------- | ---------- | ------------------- | -------- | -------- | -------------------------------------- | ------------- |
| 明石レッドソルジャーズ   | 明石公園第一野球場     | 10         | 8                   | 兵庫県   | 淡路市   | 淡路佐野運動公園第一野球場             | 1             |
| 明石レッドソルジャーズ   | 明石公園第一野球場     | 10         | 8                   | 兵庫県   | 高砂市   | 高砂球場                               | 4             |
| 明石レッドソルジャーズ   | 明石公園第一野球場     | 10         | 8                   | 兵庫県   | 豊岡市   | 豊岡市立豊岡総合スポーツセンター野球場 | 1             |
| 明石レッドソルジャーズ   | 明石公園第一野球場     | 10         | 8                   | 兵庫県   | 丹波市   | 春日スタジアム                         | 1             |
| 明石レッドソルジャーズ   | 明石公園第一野球場     | 10         | 8                   | 兵庫県   | 姫路市   | 姫路球場                               | 1             |
| 大阪ゴールドビリケーンズ | 住之江公園野球場       | 10         | 8                   | 大阪府   | 吹田市   | 万博記念公園野球場                     | 5             |
| 大阪ゴールドビリケーンズ | 住之江公園野球場       | 10         | 8                   | 大阪府   | 大阪市   | 舞洲ベースボールスタジアム             | 3             |
| 紀州レンジャーズ         | 県営紀三井寺野球場     | 7          | 11                  | 和歌山県 | 御坊市   | 御坊総合運動公園野球場                 | 4             |
| 紀州レンジャーズ         | 県営紀三井寺野球場     | 7          | 11                  | 和歌山県 | 田辺市   | 田辺市立市民球場                       | 2             |
| 紀州レンジャーズ         | 県営紀三井寺野球場     | 7          | 11                  | 和歌山県 | 上富田町 | 上富田スポーツセンター野球場           | 3             |
| 紀州レンジャーズ         | 県営紀三井寺野球場     | 7          | 11                  | 和歌山県 | 紀の川市 | 貴志川スポーツ公園野球場               | 2             |
| 神戸9クルーズ            | スカイマークスタジアム | 4          | 14                  | 兵庫県   | 神戸市   | 神戸総合運動公園サブ球場               | 5             |
| 神戸9クルーズ            | スカイマークスタジアム | 4          | 14                  | 兵庫県   | 尼崎市   | 尼崎市記念公園野球場                   | 5             |
| 神戸9クルーズ            | スカイマークスタジアム | 4          | 14                  | 兵庫県   | 淡路市   | 淡路佐野運動公園第一野球場             | 2             |
| 神戸9クルーズ            | スカイマークスタジアム | 4          | 14                  | 京都府   | 京都市   | わかさスタジアム京都                   | 2             |

## 試合
発足当時は前後期各36試合の2シーズン制であった。半期の優勝は勝率順で決定し、同率の場合は（1）得失点差（2）総得点数の順に優位な球団を優勝としていた。公式戦終了後に3試合制（2戦先勝）のリーグチャンピオンシップをおこない、年間優勝を決定した。発足当時は前後期で優勝チームが同じ場合はチャンピオンシップはおこなわず、そのまま年間優勝チームとなった。この点は先行する2つのリーグとは異なっていた。
2009年は前後期とも大阪が優勝したため、チャンピオンシップの日程を利用して各球団選抜によるオールスターゲーム（大阪・和歌山選抜と神戸・明石選抜の対戦）が実施された。
2010年は前後期とも日程が消化できず、順位確定後に以降の公式戦を打ち切ったため、チームによって開催試合数にばらつきが生じている（前期は35試合3チームと33試合1チーム、後期は30 - 33試合が各1チーム）。
その後、2011年からはチャンピオンシップを5試合制（3戦先勝）に変更するとともに、前後期で優勝チームが同じ場合は年間勝率2位チームと対戦し、前後期優勝チームに1勝のアドバンテージを付ける方式が採用された。2012年は前後期優勝チーム（兵庫）と年間勝率2位チーム（06）の対戦となり、年間勝率2位チームが前後期優勝チームを下している。
試合数は、2011年が前後期各24試合、2012年以降は各32試合となった。2013年の前期までは全試合を消化したが、2013年後期は兵庫対06の1試合が未消化となった。
指名打者制を採用し、予告先発は実施しなかった。9回終了時に同点の場合は引き分けとし、延長戦はなかった。
2009年の発足当時は、グランドチャンピオンシップへの参加も検討されていたが、実現にはいたらず、2013年の活動停止まで不参加のままであった。

## 選手
1チーム20～25人程度で構成。選手はトライアウトで獲得していた。初年度はトライアウト後に「ドラフト会議」として公開の選手指名を行った。
初年度は当初月給20万円を保障するとしていたが、経営難により遅配が起きたりカットが行われたりした。2010年度は月給として固定給8万円プラス出来高払いとなる方針であったが、経営難から韓国ヘチを除いて途中より全額カットとなった。また、初年度には球団の運営方針への反発から選手が出場をボイコットしたり、NPBの入団テストを受験しに行ったために出場選手が激減するような事態も起きた。いずれのケースでも監督代行やコーチが急遽選手登録をして出場している。
他の独立リーグと同じく、外国人の選手も在籍していた。2011年には、神戸サンズに所属していたエディソン・バリオスがシーズン途中に福岡ソフトバンクホークスに移籍し、在籍外国人選手では初の（リーグの活動停止時点では唯一の）NPB入団者となった。

## NPBドラフト指名実績
プロ野球ドラフト会議での扱いは既存の2つの独立リーグと同じであった。指名者が出たのは2010年のドラフト会議だけである。
2010年
- 深江真登（明石） - オリックス・バファローズ5位
- 福泉敬大（神戸9） - 読売ジャイアンツ育成3位

なお、他の独立リーグに移籍したのちにドラフト指名を受けて入団した選手に、岸敬祐（2009年大阪ゴールドビリケーンズに所属、愛媛マンダリンパイレーツ移籍後の2010年に読売ジャイアンツより育成枠で指名）と矢島陽平（2012年神戸サンズに所属、福井ミラクルエレファンツを経て武蔵ヒートベアーズ移籍後の2015年に読売ジャイアンツより育成枠で指名）がいる。

## 審判
リーグ発足時に、元セントラル・リーグ審判副部長で、四国アイランドリーグの審判責任者も務めた福井宏が審判責任者に就任し、リーグ独自の審判部を発足させた。審判部には20 - 30人の審判が所属していた。しかし、選手同様審判に対しても報酬が支払われていないと、福井は自身のウェブサイトのインタビューで述べていた。2012年のシーズン終了後、リーグの審判部は解散。2013年度については、福井のブログによると、一試合3 - 4人体制で審判がおこなわれていたという。

## 拡張構想
2008年3月に「2010年には8球団で運営」と発表されてから、球団数の拡張や参入構想が複数明らかにされたが、その後のリーグ運営の曲折により加入の見送りや脱退が相次いだ。2009年5月20日のステラ完全撤退により、ステラ時代に計画された三重以外の拡張構想についての動向は、その後伝えられることはなかった。また、リーグ運営会社による運営移行後は韓国ヘチのほかに「2009年中に結論を出す」として米国のチームの参入が表明されたが、その後公式の発表はなく、2010年3月に同年は4球団で開催することを表明した。その後は大阪府と兵庫県でチームの脱退・休止・参入が繰り返され、当初の活動府県以外で途中から加わったのは奈良県を本拠とした大和だけである。
ステラによる運営
- 2008年3月 - 設立表明に際し、2010年の京都府・奈良県および大阪府での2チーム追加による8球団構想が明らかにされる。
- 2008年6月 - 京都府・滋賀県での参入の動きを発表。滋賀県は準備室設立済（準備室代表は田中聡）とされた[76]。
- 2008年12月 - 2010年度からの三重の参入発表と同時に改めて拡張構想が示され、2010年には滋賀・三重のほかに京都・愛知の各府県が参入。2011年には大阪に1球団を追加するとともに奈良・岐阜・静岡の各県からも参入の動きがあるとされ、最終的に12球団とされた。また、2011年には東京・神奈川・千葉・埼玉の関東4都県に「東京独立リーグ」を発足させる構想も示された[77]（山梨については未定）。これらの中には、従来ベースボール・チャレンジ・リーグが拡張候補としていた地域も含まれていた[注釈 7]。

リーグ運営会社・NPOによる運営
※2009年の三重スリーアローズと他の中途加入チームに関する動向は既述のため省略。
- 2009年5月 - 大阪府を本拠とする2番目のチームとして、吹田市を本拠とする「大阪エキスポセブンティーズ」が参入予定と報道される。後日リーグの木村代表は、参加申請があった場合、断る理由はないという趣旨のコメントをしたと報道される。
- 2009年6月8日 - 大阪エキスポセブンティーズが設立の記者会見を開いたが、リーグへの加入については「新しい運営会社の発足後に状況を見て判断したい」として、正式な表明は見合わせた。
- 2009年8月3日 - 大阪エキスポセブンティーズがリーグ加入を見送ることを正式に表明。2011年からの新リーグ発足も合わせて明らかにされた（その後球団運営自体を休止し、新リーグ構想は頓挫）。
- 2009年11月13日 - 木村代表代行は、韓国チーム（加入時にソウル・ヘチとなる）に加えて、米国の球団も来季からの参入を前向きに検討しており、今年中に結論が出ると表明。米国チームは本拠地を設定せず、全試合がビジターとなるとされていた。
- 2010年9月18日 - ジャパン・フューチャーベースボールリーグが活動を休止する（9月17日発表）為、大阪ゴールドビリケーンズが関西独立リーグへの復帰を検討している、と報道される。これに対し、関西独立リーグ代表の鳥居厚生は「個人的には戻ってもらいたい」と歓迎する発言をおこなった[78]。しかし、その後2011年1月にゴールドビリケーンズの解散が決定したため、復帰は実現しなかった。
- 2011年10月、四国アイランドリーグplusを脱退した三重から出されていた加盟申請について、過去に加入を撤回した経緯を踏まえて認めなかったと報じられた[79]。

## 関連書籍
- 石原豊一『もうひとつのプロ野球』白水社、2015年 - 解散前のリーグ関係者や選手に取材した内容が含まれている。